# Oliver Abildgaard
Oliver Abildgaard Nielsen (Aalborg, 10 giugno 1996) è un calciatore danese, centrocampista della Sampdoria.

## Carriera
Cresciuto nell'Aalborg, nel 2015 Abildgaard è stato promosso in prima squadra, debuttando il 20 luglio nella partita contro l'Esbjerg, in cui ha anche sengato il gol del pareggio (1-1). Il 20 giugno 2018, prolunga il proprio contratto con la società fino al 2022.
Il 3 febbraio 2020, Abildgaard passa in prestito fino al termine della stagione al Rubin. Il 20 giugno seguente, viene acquistato a titolo definitivo dal club russo, con cui firma un contratto quadriennale.
Anche in seguito alle conseguenze dell'invasione russa dell'Ucraina, il 1º settembre 2022 Abildgaard passa in prestito annuale al Celtic, squadra della massima serie scozzese.
Non avendo trovato sufficiente spazio con i Bhoys, il centrocampista interrompe il proprio prestito, rientrando al Rubin; il 31 gennaio 2023, ultimo giorno della finestra di mercato invernale, viene girato al Verona, in Serie A, fino al termine della stagione. Esordisce in serie A il 6 febbraio successivo, subentrando a Darko Lazović nella partita casalinga contro la Lazio, pareggiata per 1-1.
Il 12 luglio 2023 passa in prestito annuale al Como, in Serie B. Esordisce in serie B il 20 agosto nella partita in casa del Venezia, persa per 3-0. Il 3 dicembre segna la sua prima rete in un campionato italiano, decidendo la trasferta in casa del Südtirol.
Il 31 agosto 2024 viene ceduto in prestito al Pisa, dove disputa 24 incontri ed alla fine contribuisce al ritorno in serie A dei toscani dopo 34 anni. 
Il 20 agosto 2025 viene acquistato a titolo definitivo dalla Sampdoria.

## Statistiche

### Presenze e reti nei club
Statistiche aggiornate al 13 maggio 2025.
| Stagione            | Squadra             | Campionato          | Campionato | Campionato | Coppe nazionali | Coppe nazionali | Coppe nazionali | Coppe continentali | Coppe continentali | Coppe continentali | Altre coppe | Altre coppe | Altre coppe | Totale | Totale |
| Stagione            | Squadra             | Comp                | Pres       | Reti       | Comp            | Pres            | Reti            | Comp               | Pres               | Reti               | Comp        | Pres        | Reti        | Pres   | Reti   |
| ------------------- | ------------------- | ------------------- | ---------- | ---------- | --------------- | --------------- | --------------- | ------------------ | ------------------ | ------------------ | ----------- | ----------- | ----------- | ------ | ------ |
| 2015-2016           | Aalborg             | SL                  | 14         | 1          | CD              | 4               | 0               | -                  | -                  | -                  | -           | -           | -           | 18     | 1      |
| 2016-2017           | Aalborg             | SL                  | 12         | 0          | CD              | 3               | 0               | -                  | -                  | -                  | -           | -           | -           | 15     | 0      |
| 2017-2018           | Aalborg             | SL                  | 17         | 0          | CD              | 2               | 0               | -                  | -                  | -                  | -           | -           | -           | 19     | 0      |
| 2018-2019           | Aalborg             | SL                  | 25         | 1          | CD              | 2               | 0               | -                  | -                  | -                  | -           | -           | -           | 27     | 1      |
| 2019-feb. 2020      | Aalborg             | SL                  | 11         | 1          | CD              | 1               | 1               | -                  | -                  | -                  | -           | -           | -           | 12     | 2      |
| Totale Aalborg      | Totale Aalborg      | Totale Aalborg      | 79         | 3          |                 | 12              | 1               |                    | -                  | -                  |             | -           | -           | 91     | 4      |
| feb.-lug. 2020      | Rubin Kazan'        | PL                  | 11         | 0          | CR              | -               | -               | -                  | -                  | -                  | -           | -           | -           | 11     | 0      |
| 2020-2021           | Rubin Kazan'        | PL                  | 28         | 0          | CR              | 1               | 0               | -                  | -                  | -                  | -           | -           | -           | 29     | 0      |
| 2021-2022           | Rubin Kazan'        | PL                  | 20         | 1          | CR              | 0               | 0               | UECL               | 2                  | 0                  | -           | -           | -           | 22     | 1      |
| Totale Rubin Kazan' | Totale Rubin Kazan' | Totale Rubin Kazan' | 59         | 1          |                 | 1               | 0               |                    | 2                  | 0                  |             | -           | -           | 62     | 1      |
| 2022-gen. 2023      | Celtic              | SP                  | 6          | 0          | CS+CdL          | 0+1             | 0               | UCL                | 2                  | 0                  |             | -           | -           | 9      | 0      |
| gen.-giu. 2023      | Verona              | A                   | 13         | 0          | CI              | -               | -               |                    | -                  | -                  |             | -           | -           | 13     | 0      |
| 2023-2024           | Como                | B                   | 28         | 2          | CI              | 1               | 0               |                    | -                  | -                  |             | -           | -           | 29     | 2      |
| ago. 2024           | Como                | A                   | 1          | 0          | CI              | 0               | 0               |                    | -                  | -                  |             | -           | -           | 1      | 0      |
| Totale Como         | Totale Como         | Totale Como         | 29         | 2          |                 | 1               | 0               |                    | -                  | -                  |             | -           | -           | 30     | 2      |
| 2024-2025           | Pisa                | B                   | 24         | 0          | CI              | 1               | 0               | -                  | -                  | -                  | -           | -           | -           | 25     | 0      |
| 2025-2026           | Sampdoria           | B                   | -          | -          | CI              | -               | -               | -                  | -                  | -                  | -           | -           | -           | -      | -      |
| Totale carriera     | Totale carriera     | Totale carriera     | 110        | 6          |                 | 16              | 1               |                    | 4                  | 0                  |             | -           | -           | 230    | 7      |

### Cronologia presenze e reti in Nazionale
| Cronologia completa delle presenze e delle reti in nazionale ― Danimarca | Cronologia completa delle presenze e delle reti in nazionale ― Danimarca | Cronologia completa delle presenze e delle reti in nazionale ― Danimarca | Cronologia completa delle presenze e delle reti in nazionale ― Danimarca | Cronologia completa delle presenze e delle reti in nazionale ― Danimarca | Cronologia completa delle presenze e delle reti in nazionale ― Danimarca | Cronologia completa delle presenze e delle reti in nazionale ― Danimarca | Cronologia completa delle presenze e delle reti in nazionale ― Danimarca |
| Data                                                                     | Città                                                                    | In casa                                                                  | Risultato                                                                | Ospiti                                                                   | Competizione                                                             | Reti                                                                     | Note                                                                     |
| ------------------------------------------------------------------------ | ------------------------------------------------------------------------ | ------------------------------------------------------------------------ | ------------------------------------------------------------------------ | ------------------------------------------------------------------------ | ------------------------------------------------------------------------ | ------------------------------------------------------------------------ | ------------------------------------------------------------------------ |
| 11-11-2020                                                               | Brøndby                                                                  | Danimarca                                                                | 2 – 0                                                                    | Svezia                                                                   | Amichevole                                                               | -                                                                        | 60’ 70’                                                                  |
| Totale                                                                   |                                                                          | Presenze                                                                 | 1                                                                        |                                                                          | Reti                                                                     | 0                                                                        |                                                                          |